# 1450 en Irlande
Chronologie de l'Irlande
- 1446
- 1447
- 1448
- 1449
- 1450
- 1451
- 1452
- 1453
- 1454

Cette page liste les événements de l'année 1450 en Irlande . 

## Événements
- 7 août - Edmund Oldhall est nommé évêque de Meath[1] .
- Richard Plantagenêt, Lord Lieutenant d'Irlande, rentre en Angleterre après la soumission de nombreux chefs irlandais et rebelles anglais[2].

## Naissances

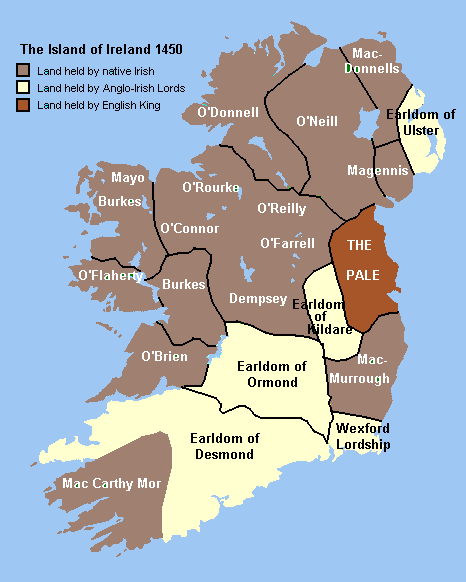
Les terres irlandaises en 1450
En vert, les possessions d'Irlandais autochtones
En bleu, les possessions de seigneurs anglo-irlandais
En gris, les possessions d'Henri VI, roi d'Angleterre

## Morts
- Tadhg Ó Caiside, médecin et noble, chef de sa famille.